# Hartmut Stenzel
Hartmut Stenzel (* 7. Mai 1949 in Karlsruhe) ist ein deutscher Romanist.

## Leben
Er studierte Romanistik, Germanistik und Geschichte in Freiburg und Nantes. Nach der Promotion zum Dr. phil. in Freiburg im Breisgau 1978 und Habilitation 1986 in Wuppertal wurde er 1988 mit einem Heisenberg-Stipendium gefördert. Im Anschluss an eine Vertretungsprofessur an der Justus-Liebig-Universität Gießen wurde er dort 1990 zum Professor für romanistische Literaturwissenschaft berufen. Er ging als Professor für französische und spanische Literatur- und Kulturwissenschaft in Gießen in den Ruhestand.
Stenzel publizierte insbesondere über die französische und spanische Literatur des 17., 19. und 20. Jahrhundert sowie Literatur- und Kulturtheorie.

## Schriften (Auswahl)
- Der historische Ort Baudelaires. Untersuchungen zur Entwicklung der französischen Literatur um die Mitte des 19. Jahrhunderts. München 1980, ISBN 3-7705-1823-3.
- Molière und der Funktionswandel der Komödie im 17. Jahrhundert. München 1987, ISBN 3-7705-2460-8.
- Die französische „Klassik“. literarische Modernisierung und absolutistischer Staat. Darmstadt 1995, ISBN 3-534-11993-2.
- Einführung in die spanische Literaturwissenschaft. Stuttgart 2010, ISBN 978-3-476-02284-4.